# SNCF BB 37000 sorozat
Az SNCF BB 37000 sorozat egy francia Bo'Bo' tengelyelrendezésű, háromáramnemű, tehervonati villamosmozdony-sorozat, amely az Alstom Prima mozdonycsaládba tartozik. 2004-ben összesen 30 darabot gyártott az Alstom a Fret SNCF részére, majd 2006-ban további 31 darab épült a Veolia egykori vasúti részlegének, illetve a CBRailnek. Ez utóbbiak a BB37500 alsorozatba kerültek besorolásra. A mozdonyok németországi ill. svájci közlekedésre alkalmasak.
Érdekesség, hogy a Fret SNCF részére szállított mozdonyok második kontingense eredetileg BB27000 sorozatú, kétáramnemű változatnak volt tervezve, a megrendelő végül inkább a szélesebb körben felhasználható, háromáramnemű változat mellett döntött.
Jelenleg a Fret SNCF részére szállított valamennyi BB37000 sorozatú mozdony üzemben tartója az Akiem SAS, üzemeltetői között számos magántársaság, így például a VFLI, Captrain, Colas Rail, Regio Rail. A mozdonyok jelentős része még a mai napig a Fret SNCF zöld színadását viseli.